# 円谷皐
円谷 皐（つぶらや のぼる、1935年5月10日 - 1995年6月11日）は、円谷プロダクション第3代社長で第2代会長、演出家、プロデューサー、歌手、作詞家。別名に谷のぼる。

## 来歴
円谷英二の次男として生まれる。円谷一（演出家・円谷プロダクション第2代社長）は兄、円谷粲（円谷映像社長）は弟、円谷一夫（円谷プロダクション第4代社長・同社第3代会長）は息子にあたる。
玉川学園卒。同社で特撮スタッフとして長年活躍した高野宏一とは小学校で同級生だった。脚本家の金城哲夫はこの玉川学園の後輩である。
1954年（昭和29年）、成城大学文芸学部入学。大学では演劇に熱中。石井伊吉（現毒蝮三太夫）は劇団仲間だった。卒業後、フジテレビに入社。「映画部」に配属され、ディレクター、プロデューサーとして活躍する。海外ドラマの声の吹き替えのプロデュースなども担当したという。本人は演劇青年だったことからドラマ演出を望んでいたが、「映画部」配属のため叶わず、残念だったと語っている。
1962年（昭和37年）、フジテレビは東宝との専属契約の切れた円谷英二を担って、父・英二のテレビ界進出の説得に当たるが不調に終わる。1963年（昭和38年）、4月12日、父・英二を代表取締役とする『株式会社円谷特技プロダクション』が、東宝の出資とフジテレビの後押しで発足。「監査役」として登記に名を連ねる。この年、フジテレビ映画部部長の西村五州の後押しで、SF特撮テレビ番組「WOO」を企画。円谷特技プロ内で星新一らSF作家を招いた企画会議を進め、金城哲夫らによって脚本も制作されるが、フジテレビ側の事情でこの企画は頓挫する。この企画のために、円谷英二が発注した光学合成機オプチカル・プリンターは、TBSが引受先となり『ウルトラQ』の制作に生かされる。
1965年（昭和40年）、アニメ番組『W3』のプロデューサーを担当。1966年（昭和41年）、この年初頭に『W3』の裏番組として、『円谷特技プロダクション』製作の『ウルトラQ』がTBSで放映開始。前年から皐が製作を務めていたこの『W3』の視聴率が一気に一桁台に低下。「（喜び半ばの）複雑な気分だった」と述懐している。この年、アニメ番組『ロボタン』のプロデューサーを担当。
1968年（昭和43年）、父英二の健康悪化を知り、フジテレビを退社。円谷特技プロの経営と営業を担当し、資金繰りのため『円谷エンタープライズ』を設立。経営を任せられたのは父英二の意向だったという。12月6日、東宝の増資を受けて一息ついたことで『円谷特技プロダクション』を『円谷プロダクション』と社名変更し専務に就任する。しかしその際、増資の救済策として150人いた社員を40人にまで削り、結果として金城哲夫など優秀な人材を失った。1971年（昭和46年）、再燃しつつあった「怪獣ブーム」を前に、社内に「営業部」を設立。各種商品化権の管理業務を本格化させ、ブーム最盛期には、再び前回ブームと同様に莫大なマーチャンダイジング収入を同社にもたらし、累積債務を一掃するまでとなったため、以降もキャラクター商品による版権収入路線を目指す。

### 円谷プロ社長として
1973年（昭和48年）、円谷プロ社長であった兄・一の急逝を受け、社長就任。『ウルトラマンタロウ』の企画・製作を受け継ぎ、「第二次怪獣ブーム」の後半期を支える。
1974年（昭和49年）、『ウルトラマンレオ』をプロデュースするが、第一次オイルショックに伴う第二次怪獣ブームの終焉で再び危機を迎えたため、様々な模索を測り、新分野への進出を図った。
一つ目に東南アジアへの市場開拓に取り組み、タイのチャイヨー・プロダクションと提携して『ウルトラ6兄弟VS怪獣軍団』や『ジャンボーグA&ジャイアント』などの合作映画を実現させるが、資金面では貢献しなかった上、この時期にチャイヨー社と皐の交わした（と、チャイヨーが主張する）契約内容を巡っては、『ウルトラマン訴訟』問題として長年の禍根を残すこととなる。二つ目にアニメブームに乗じてシリーズ初のアニメ作品『ザ☆ウルトラマン』1979年（昭和54年）を製作。実写版への声も高まったため、1980年（昭和55年）、実写版の『ウルトラマン80』を製作し、番組終了までの間、円谷プロに黒字をもたらした。三つ目に『土曜ワイド劇場』での怪奇ドラマ制作などを行ったものの、契約社員のプロデューサーによる企画だったため、プロデューサーの引き抜きや独立などの結果、次第にドラマの仕事も少なくなってしまった。
1984年、テレビからの流用シーンを多用した準新作映画『ウルトラマン物語』を製作。その試写会の挨拶で「来年は100%新作で、6兄弟だけでなくキングやレオや80、アンドロメロスも活躍する『ウルトラ超伝説』という映画を作りますので、楽しみにしていて下さい」と語ったが、実現には至らなかった。同時期は、資金集めもあって講演会や著書の出版に精力的であった。
1980年代後期、「父も兄も天才型の演出家。同じ土俵では2人を追い抜けない。そこでウルトラマンを世界的なものにすることを私の夢にしたのです」と語り、積極的な海外進出を試みた。この意図に基づき、大出費をしてアニメ映画『ウルトラマンUSA』（1988年）を制作するも振るわなかった。1990年（平成2年）、海外での撮影製作企画としてオーストラリアと提携した『ウルトラマンG』を製作、日豪両国で一定の成功を収める。1993年（平成5年）、アメリカと提携した『ウルトラマンパワード』を製作したがアメリカでは奮わず、結果として成功とは言い難かった。
1990年代以降、ディズニーランドを手本として、『ウルトラマンキッズ』など、ウルトラシリーズのキャラクターを使ったキャラクターグッズの展開を積極的に行い、キャラクターショップを全国に展開、ビジネスマンとしての手腕を発揮した。また、タレントとして自ら同社のテレビコマーシャルにも出演したり、歌手としても活躍した。また、2017年現在も続いている「ウルトラマンフェスティバル」を企画し、定期公演を行った。
1995年（平成7年）、6月11日、胃癌により死去（60歳没）。

## 人物・逸話
- 社長に就任した1973年以降、円谷プロがキャラクタービジネスで成功を収めると円谷エンタープライズ名義による借金で藤沢市にプール付きの豪邸を購入する他、豪華マンション・ゴルフ場の会員権を買い込んだ。甥の円谷英明は会社の資産確保の面もあったかもしれないと語っており、第二次怪獣ブーム終焉とともに、資金繰りとして豪邸は買値の倍以上で売れた[5]。
- 『ウルトラマン80』が当初TBS側の意向で教師ものとなったものの、様々な制約を受けての路線変更となってしまい結果低調に終わったことに対して「我々が作り育ててきたウルトラマンをどうする気か」とTBSに不満を述べた結果、「TBS役員室に出入り禁止」となってしまい、新作の放送が絶望的となってしまった[6]。しかし皐本人はこの『ウルトラマン80』が一番プロデュース作品として印象深いと述べている。
- 1984年、休暇でハワイに行っていた皐に代わり、資金繰りとして弟の粲が皐に電話で相談した上でウルトラシリーズ（Q～タロウ）の番組販売権・その窓口権をTBSに販売したところ、帰ってきてから自分は知らないと言い出し、社内で大騒ぎとなった。しばらくして弟の粲が独立して円谷映像を設立するが、援助は行わなかった。
- 東宝からの出向社員に素行不良をとがめられて辞めさせられた社員が、十数年ぶりに現れると幹部として採用したこともあった[7]。
- 遺言では子飼いの役員たちに、息子の円谷一夫を盛り立て、甥の円谷英明を排除するよう述べたという[8]。
- 以上のエピソードの多くは円谷英明の著書『ウルトラマンが泣いている 円谷プロの失敗』が出典であるが、英明は皐の息子である一夫と「顔を合わせてもお互いに気まずくなる」ため別々に円谷家の墓参りをするほど関係が冷え切っている[9]ことを考慮する必要がある。

## ディスコグラフィー
円谷皐は作詞家「谷のぼる（たにのぼる）」としても知られる。1991年には、「素敵な出逢いを有難う」で、歌手としてデビューしている。NHKの歌唱オーディションにも合格しており、自身は「NHK紅白歌合戦に出たい」と語っていた。

### シングル
- 素敵な出逢いを有難う（1991年4月1日、日本コロムビア）
  - c/w 生きてる限り
- 銀色の少年（1991年10月21日、日本コロムビア）
  - 映画『勝利者たち』主題歌
  - c/w 風の晩夏
- 和倉のひとよ（1992年1月21日、日本コロムビア）
  - c/w 夜霧のエアポート
- 恋ってなんだろう（1995年4月25日、ファンハウス）
  - 円谷プロ企業CMイメージソング ※with ナディア・ギフォード
  - c/w 夢へようこそ -Welcome to the dream-（「銀色の少年」の歌詞違い）

### アルバム
- 円谷皐追悼盤 素敵な出逢いを有難う（1995年11月21日、日本コロムビア）
  - 自ら歌った曲のすべてと、作詞家としての代表作をまとめたCD。ライナーノーツには、総勢13名の関係者がコメントを寄せている。

## 出演作品

### テレビ
- 土曜ワイド劇場 怪奇!巨大蜘蛛の館（1977年、テレビ朝日） - 音楽プロデューサー（ノンクレジット）
- ジュニア文化シリーズ ゴジラ誕生 人間の記録 円谷英二（1980年、NHK教育）
- ウルトラセブン 太陽エネルギー作戦（1994年、日本テレビ） - ツブラヤ・ノボル

### 映画
- 極底探険船ポーラーボーラ（1977年） - トラスト社の関係者

### ビデオ
- ウルトラマンVS仮面ライダー（1993年、バンダイ） - 円谷皐

仮面ライダーの作者・石ノ森章太郎と対談

### ラジオ
- こちらタンポポ放送局で〜す

### CM
- 円谷プロダクション

## 著書
- 怪獣 -ウルトラマンが育てた円谷商法-（世紀社出版、1972年）

第二次怪獣ブーム最中の1972年に、円谷エンタープライズ社内誌に掲載していた著者の半生記的読み物を、著書としてまとめたもの。

## 親族
- 父：円谷英二
- 兄：円谷一（円谷プロ2代目社長）
- 弟：円谷粲（円谷映像（円谷エンターティメント）社長＞円谷プロ副社長）
- 息子：円谷一夫（円谷プロダクション第4代目社長、元円谷プロダクション名誉会長）
- 甥：円谷昌弘（円谷プロ5代目社長）
- 甥：円谷英明（円谷コミュニケーションズ社長＞円谷プロ6代目社長＞円谷ドリームファクトリー社長）
- 甥：円谷浩（俳優）
- 姪：円谷一美（シンガーソングライター又紀仁美）